# Sciuscià (fumetto)
Sciuscià è una serie a fumetti italiana di genere avventuroso pubblicata dall'Editrice Torelli dal 1949 al 1956. Scritto dall'editore e sceneggiatore Tristano Torelli e da Renzo Barbieri, fu il primo e più importante esempio di fumetto neorealista. Ambientata in Italia subito dopo la fine della seconda guerra mondiale, la serie racconta le avventure del giovane lustrascarpe napoletano Nico e dei suoi amici. Fu uno dei principali successi dell'editore.

## Storia editoriale
La serie esordì, dopo il successo del film "Sciuscià" diretto da Vittorio De Sica nel 1946 (soggetto di Cesare Zavattini), il 22 gennaio 1949 con testi di Tristano Torelli e illustrazioni di Ferdinando Tacconi e ottenne un successo immediato. In seguito la serie venne affidata a Gianna Arguissola e Renzo Barbieri come autori delle storie e a Franco Paludetti e Gianluigi Coppola come disegnatori. Gli albi venivano pubblicati nel formato a striscia caratteristico dell'epoca e ospitavano un episodio autoconclusivo. Inizialmente ricche di elementi realistici, le storie gradualmente persero originalità e credibilità, con il gruppo di adolescenti inviati in improbabili missioni in Africa, Cina o Canada, e la qualità nonché il successo commerciale della serie cominciarono a declinare. La serie venne chiusa nell'aprile del 1953, tuttavia nuovi episodi della serie continuarono ad essere pubblicati in appendice a Il Piccolo Sceriffo fino al 1956.
La serie è stata brevemente riesumata nel 1965 nella rivista a fumetti Commandos, con nuove storie ancora scritte da Torelli e illustrate da Lina Buffolente. , la quale nel 1965 ridisegnò i primi 34 albi a strisce, già usciti nel 1949. In tal modo si verificò, anche se i personaggi erano gli stessi, come invariate rimasero le sceneggiature, una netta differenziazione di stile con il disegnatore storico, Ferdinando Tacconi.
La serie ha anche ispirato un romanzo, Sciuscià (1952), scritto da Tristano Tirelli e Gianna Arguissola.